# Robyn Malcolm
Robyn Jane Malcolm (Ashburton, 15 de marzo de 1965) es una actriz de teatro y series de televisión neozelandesa. Es especialmente conocida por protagonizar series neozelandesas como Shortland Street (1992), Outrageous Fortune (2005-2010) y After the Party que ella misma coescribió, estrenada en 2023 y que le ha valido el reconocimiento internacional. También ha participado en series australianas como Rake (2010-2018 y Upper Middle Bogan (2013-2018). Es miembro de Greenpeace y apoya la campaña para la reducción de emisiones de CO2 en Nueva Zelanda.A lo largo de su carrera también ha participado en otras campañas sociales como la de denunciar la violencia contra la infancia.

## Biografía
Malcolm nació en Ashburton, y estudió en la Universidad de Ashburton, donde se graduó en la Escuela de Teatro Toi Whakaari en 1987 y comenzó a trabajar en teatro. En 2003 ganó una beca Internacional de actores en el Globe Theatre de Londres.
Debutó en televisión en 1989 en un episodio de la serie policial de Wellington Shark in the Park (1989-1991)y obtuvo su primer papel de envergadura en la serie de televisión Shortland Street estrenada en 1992 interpretando durante más de cinco años a la enfermera Ellen Crozier. Por este personaje, Malcolm obtuvo su primera nominación como Mejor Actriz en los Premios de Televisión de 1998, pero no obtuvo el premio por su trabajo hasta seis años después de dejar esta serie, con la sátira Serial Killers en el que interpretaba a una guionista estresada.
En 1999, Malcolm fue uno de los miembros fundadores de la Compañía de Actores de Nueva Zelanda junto con Tim Balme, Katie Wolfe y Simon Bennett que más tarde dirigió la serieOutrageous Fortune en la que Robyn asumió un personaje clave en su trayectoria profesional. La compañía produjo y realizó giras con varias producciones teatrales por toda Nueva Zelanda con el Sueño de una noche de verano y la saga de Roger Hall A Way of Life.
En 2002 la actriz fue nominada por segunda vez por su papel en el programa de televisión, Clare, basado en el experimento de cáncer de cuello uterino en el Hospital Nacional de la Mujer de Auckland. La historia estaba inspirada en Clare Matheson, cuyo libro Fate Cries Enough narra cómo durante más de 15 años se convirtió en participante involuntaria de un experimento médico en el que el carcinoma in situ a menudo se dejaba sin tratar.
En 2005 fue premiada por Serial Killers. En el mismo año presentó en Francia el documental Our Lost War: Passchendaele , sobre la batalla de la Primera Guerra Mundial en la que su tío abuelo perdió la vida. También en 2005 Malcolm interpretó el papel de Cheryl West, una matriarca de la familia West, en Outrageous Fortune. Con una mezcla de comedia y drama, la serie se convirtió en una de las más vistas y premiadas de la historia de Nueva Zelanda y su personaje de una mujer luchadora e imperfecta fue uno de los más emblemáticos de la televisión neozelandesa de la época. Malcolm recibió por este personaje varios premios nacionales e internacionales,  incluidos los premios Air NZ Screen Awards de 2007 a la mejor actriz y los premios Qantas TV Awards en 2005 y 2008.
Malcolm coprotagonizó la película de 2010 The Hopes and Dreams of Gazza Snell, interpretando a Gail, una mujer que se siente como una extraña en su propia familia a causa de la obsesión de su marido con las carreras de karts y los deportes de motor. También ha tenido pequeños papeles en las películas Absent Without Leave dirigida por John Laing, The Last Tattoo dirigida por John Reid, Perfect Strangers de Gaylene Preston, y Sylvia de Christine Jeffs. Tuvo un papel menor como Morwen en la segunda película de la trilogía de El Señor de los Anillos.
Después de que Malcolm presentara su idea para  Agent Anna , la serie se estrenó en Television One en enero de 2013. Le siguió una segunda serie estrenada a mediados de 2014. Malcolm apostó por la idea de basar el trabajo en una madre de clase media "sin ningún atisbo de heroína en ella", que se ve obligada a ingresar al mundo competitivo de la venta de bienes raíces. También apareció en la temporada 2013 en la  aclamada miniserie de Jane Campion Top of the Lake (como la dueña de un chimpancé estadounidense, que busca curarse en Australia).
Interpretó a Kirsty Corella en la serie de televisión australiana Rake y a Julie Wheeler en Upper Middle Bogan. Le sigue interpretar a la madre de Olivia Newton-John (en la miniserie Hopelessly Devoted to You , la jefa del personaje principal en el drama patológico Harrow y una nueva versión televisiva del clásico del interior de Australia  Wake in Fright .
En 2023 interpreta a la Sra. Keene en la serie dramática Black Bird.

### After the Party
After the Party es una serie que cocreó con la escritora Dianne Taylor.
"Estaba haciendo audiciones para papeles que iban dirigidos a actrices, muy buenas actrices, de unos 30 años, y, sin embargo, el personaje era de mi edad. Y yo pensaba: '¿Qué demonios?'. Y Di pensaba lo mismo. Y las dos pensamos: 'Bueno, hagamos algo en el que el personaje tenga que ser interpretado por alguien de edad real'.
Malcolm interpreta el papel principal en el drama de seis capítulos After the Party, emitida en TVNZ en octubre de 2023. El crítico de The Guardian, Luke Buckmaster, señaló que era "una de las mejores actuaciones en cualquier programa de televisión en años".
"Una vez presentamos un documental sobre la menopausia y nos dijeron que estaba demasiado centrado en las mujeres. Así que hicimos After the Party , que es mi versión de la menopausia femenina. Así es como se ve realmente" explica Malcolm.
Su actuación le valió una nominación a Mejor Actriz en los Premios de Televisión de Nueva Zelanda de 2024. En marzo de 2024 fue distinguida con el premio a la Mejor Actriz en el festival Séries Mania en Lille (Francia) por su trabajo en la serie.

## Premios y reconocimientos
Malcolm fue nominada a Mejor Actriz en los Premios de Televisión TV Guide de 1998 por su trabajo en Shortland Street. Fue nominada nuevamente por su papel en Clare.
En 2003, Malcolm ganó una Beca Internacional de Actores en el Globe Theatre de Londres.
Por su papel en Outrageous Fortune, Malcolm ganó varios premios de televisión, incluidos los Premios de Televisión Qantas a Mejor Actriz en 2005 y 2008, Mejor Actriz TV Guide en 2006, 2007, 2008, 2009, 2010 y 2011 y Mejor Actriz Air NZ Screen Awards en 2007.
Malcolm ganó los NZ Television Awards por el papel, además de los Qantas TV Awards como Mejor Actriz en 2005 y 2008, los TV Guide Awards como Mejor Actriz en 2006, 2007, 2008, 2009, 2010 y 2011 y Air NZ Screen Awards como Mejor Actriz en 2007
Malcolm ganó los Reader´s Choice Awards de la revista Woman´s Day personalidad femenina favorita de Nueva Zelanda en 2005, y como mujer más sexy de Nueva Zelanda en 2007 en los premios TV Guide Best of the Box.
En Honores de Cumpleaños de la Reina (Isabel II) en 2019, Malcolm fue condecorada como Miembro de la Orden de Mérito de Nueva Zelanda, por sus servicios a la televisión y teatro.
En marzo de 2024 fue distinguida con el premio a la Mejor Actriz en el festival Séries Mania en Lille (Francia). Recibió este prestigioso premio en la sección Panorama Internacional por su destacada actuación en After the Party, una serie que cocreó con la escritora Dianne Taylor. Este reconocimiento marcó un hito significativo, ya que era la primera vez que una serie de Nueva Zelanda había sido considerada para un premio en el festival.

## Filmografía

### Películas
| Título                                  | Año  | Papel                                      | Notas         |
| --------------------------------------- | ---- | ------------------------------------------ | ------------- |
| Absent Without Leave                    | 1992 | Betty                                      |               |
| El The Last Tattoo                      | 1994 | Chica laborable                            |               |
| El Señor de los Anillos: Las Dos Torres | 2002 | Morwen                                     |               |
| Perfect Strangers                       | 2003 | Aileen                                     |               |
| Sylvia                                  | 2003 | 1.ª mujer en la conferencia de Ted Hughes' |               |
| Boogeyman                               | 2005 | Dr. Matheson                               |               |
| Desde mi cielo                          | 2009 | Esposa del capataz                         | Sin acreditar |
| The Hopes & Dreams of Gazza Snell       | 2010 | Gail Snell                                 |               |
| Burning Man                             | 2011 | Kathryn Abolladura                         |               |
| Drift                                   | 2013 | Kat Kelly                                  |               |
| Dream Baby                              | 2015 | Marianne                                   | Cortometraje  |
| Edith                                   | 2016 | Barmaid                                    | Cortometraje  |
| oodness Grows Here                      | 2017 | Trish                                      | Cortometraje  |
| Hostiles                                | 2017 | Minnie McGowan                             |               |
| Twenty One Points                       | 2018 | Mum                                        | Short film    |
| Charmer                                 | 2018 | Woman                                      | Short film    |
| This Town                               | 2020 | Pam                                        |               |
| The Moon Is Upside Down                 | 2024 | Hilary                                     | [ 20 ]        |

### Televisión
| Título                        | Año           | Papel             | Notas                                                               |
| ----------------------------- | ------------- | ----------------- | ------------------------------------------------------------------- |
| Tiburón en el Parque          | 1989          | Janice            | Invitado (1 episodio)                                               |
| Tiburón en el Parque          | 1990–91       | Janet Finn        | Invitado (2 episodios)                                              |
| Casada                        | 1992          | Maddie            |                                                                     |
| Alegre & Triunfante           | 1993          | Raewyn            | Película televisiva                                                 |
| Shortland Street              | 1994–99       | Ellen Crozier     | Papel protagónico (60 episodios)                                    |
| The Tribe                     | 1999          | Ma'Soy            | Invitado (1 episodio)                                               |
| Clare                         | 2000          | Clare Matheson    | Película televisiva                                                 |
| Op' Stars                     | 2000          | Narrador          | Documental televisivo                                               |
| Atlantis High                 | 2001          | Profusión violeta | Invitado (1 episodio)                                               |
| Mercy Peak                    | 2003          | Liz               | Invitado (2 episodios)                                              |
| Viajes intrépidos             | 2003          | Ella              | 1 episodio                                                          |
| Asesinos seriales             | 2004          | Pauline           | Papel protagónico (7 episodios)                                     |
| Outrageous Fortune            | 2005–10       | Cheryl West       | Papel protagónico (107 episodios)                                   |
| Bro'Town                      | 2009          | Ella misma        | Invitado (1 episodio)                                               |
| Noche Grande En               | 2009          | Ella misma        | Especial de televisión                                              |
| El Diario de Jaquie Brown     | 2009          | Ella misma        | Invitado (1 episodio)                                               |
| Rake                          | 2010–14       | Kirsty Corella    | Papel recurrente (11 episodios)                                     |
| Top of the Lake               | 2013          | Anita             | (Temporada 1; 7 episodios)                                          |
| Agente Anna                   | 2013–14       | Anna Kingston     | Función de ventaja (16 episodios); también como productor ejecutivo |
| Upper Middle Bogan            | 2013–presente | Julie Wheeler     | Papel protagónico (24 episodios)                                    |
| Charlotte: Una Vida Sin Limbs | 2014          | Presentador       | Documental televisivo                                               |
| The Brokenwood Mysteries      | 2015          | Ruth Phelps       | Invitado (1 episodio)                                               |
| El Principal                  | 2015          | Sonya             | Invitado (1 episodio)                                               |
| Wanted                        | 2016–18       | Donna Walsh       | Invitado (6 episodios)                                              |
| The Code                      | 2016          | Marina Baxter     | Invitado (temporada 2; 6 episodios)                                 |
| Wake in Fright                | 2017          | Ursula Hynes      | Miniserie                                                           |
| Harrow                        | 2018          | Maxine Pavich     | Papel protagónico (10 episodios)                                    |
| The Outpost                   | 2018–2019     | Elinor            | Papel protagónico                                                   |
| Black Bird                    | 2022          | Sammy Knee        | Recurrente                                                          |
| Far North                     | 2023          | Heather           | Protagonista(season 1)                                              |
| After the Party               | 2023          | Penny Wilding     | Protagonista                                                        |
| Heartbreak High               | 2024          | Cait White        | Invitada (Temporada 2, Episodio 5)                                  |

## Teatro
| Año  | Título                          | Personaje                | Teatro                         |
| ---- | ------------------------------- | ------------------------ | ------------------------------ |
| 1988 | The Threepenny Opera            | Lucy Brown               | Teatro Downstage               |
| 1988 | The Rivers of China             | Varios                   | Teatro Downstage               |
| 1988 | Les liaisons dangereuses        | Cecile de Valonges       | Teatro Downstage               |
| 1988 | Judy                            | Varios                   | Teatro Downstage               |
| 1988 | Jones & Jones                   | Ida Panadero             | Teatro Downstage               |
| 1988 | Gaviotas                        | Puppeteer                | Teatro Downstage               |
| 1989 | Duodécima Noche                 | Viola                    | Teatro BATS                    |
| 1989 | The House of Bernarda Alba      | Martirio                 | Teatro Downstage               |
| 1989 | Othello                         | Bianca                   | Teatro Downstage               |
| 1989 | Tía Daisy                       | Varios                   | Teatro Downstage               |
| 1990 | Dulce Nothings                  | Varios                   | NZ Vi                          |
| 1990 | Serious Money                   | Mary Lou Baines / Varios | Teatro Downstage               |
| 1990 | Macbeth                         | Ross / Hecate            | Teatro Downstage               |
| 1990 | Hamlet                          | Ophelia                  | Teatro BATS                    |
| 1990 | Fin del Clima Dorado            | Varios                   | Teatro Downstage               |
| 1990 | Conquista del Polo Del sur      | La Braukman              | Teatro BATS                    |
| 1991 | Weed                            | Raewyn                   | Circa Theatre                  |
| 1991 | Vía Satélite                    | Chrissy                  | Circa Theatre                  |
| 1991 | The Importance of Being Earnest | Cecily Cardew            | Teatro Downstage               |
| 1991 | Canciones para el Tío Scrim     | Varios                   | Circa Theatre                  |
| 1991 | Un Paquete de Chicas            | Raewyn                   | Teatro Downstage               |
| 1993 | Dos Semanas con la Reina        | Varios                   | Circa Theatre                  |
| 1993 | Lettice & Lovage                | Labrador de señorita     | Circa Theatre                  |
| 1995 | Othello                         | Emilia                   | Teatro Watershed               |
| 1999 | Mucho ruido y pocas nueces      | Beatrice                 | Teatro Downstage               |
| 2000 | La gata sobre el tejado de zinc | Maggie el Gato           | Teatro Downstage               |
| 2000 | El sueño de una noche de verano | Titania                  | Compañía de Actores de NZ      |
| 2001 | Un modo de vida                 | Jenny                    | NZ Compañía de actores         |
| 2001 | El sueño de una noche de verano | Titania                  | NZ Compañía de actores         |
| 2002 | Middle-Age Spread               | Judy                     | Compañía de Teatro de Auckland |
| 2002 | Reina Leah                      | Kent / Caius             | NZ Compañía de actores         |
| 2005 | The Duchess of Malfi            | Cariolla                 | Auckland Compañía de teatro    |
| 2007 | The Cut                         | Susan                    | Teatro Silo                    |
| 2010 | Días felices                    | Winnie                   | Teatro Silo                    |
| 2014 | El alma buena de Szechwan       | Shen Teh                 | Compañía de Teatro de Auckland |

## Vida personal
Malcolm tiene dos hijos. Su hermana está casada a Roger Sutton, que fue CEO de la Autoridad de Recuperación de Terremoto de Canterbury.

### Activismo
Malcolm expresó los anuncios del Partido Verde de Aotearoa Nueva Zelanda durante las elecciones generales de 2008.
Malcolm encabezó una campaña sindical para negociar contratos estándares para los actores que participaron en la trilogía de El Hobbit. Los productores se negaron, argumentando que la negociación colectiva se consideraría como arreglo de precios, ilegal bajo la ley de Nueva Zelanda. La situación escaló a peticiones internacionales a los actores para realizar un boicot a las, pero el boicot fue cancelado. Varios días más tarde, los productores dijeron que estarían considerando trasladar la filmación de las películas a otro país por no poder ser garantizada la estabilidad en Nueva Zelanda. En respuesta, el Partido Nacional realizó varias reformas polémicas a las leyes laborales de Nueva Zelanda, y aprobó una legislación que controlaba explícitamente a las personas que trabajan en las películas de El Hobbit.